# Cas Pitiüsa
El Cas Pitiüsa és un presumpte cas de corrupció urbanística ocorregut al municipi de Sant Josep de la Talaia, a Eivissa entre 1998 i 2007. El suposat cervell de la trama fou l'arquitecte municipal durant el govern del PP, Antonio Huerta. El nom del cas prové de l'operació policial, que es denominà Operació Pitiüsa.
El cas fou denunciat pel GEN l'agost del 2005 i, malgrat que feia temps que el cas estava sota investigació arran de diverses denúncies a la Fiscalia anticorrupció, el cas transcendí a nivell informatiu el 6 d'octubre de 2008 quan començaren les primeres actuacions policials. Durant la setmana del 6 al 10 d'octubre foren detinguts l'arquitecte municipal de Sant Josep Antonio Huerta, la seva dona Rosario Chamorro, el seu fill Julián Huerta i la seva nora María del Pilar Fernández. L'arquitecte passà a presó incondicional, el seu fill i la seva nora anaren a presó baix una fiança de 200 000 euros i la dona de Huerta, quedà en llibertat provisional.
El cas tengué molt ressò mediàtic, ja que, en aquella mateixa època acabaven de sortir a la llum altres casos de corrupció del PP Balear com el Cas Bitel 2 i el Cas Ordinas.